# Dialetto sudtirolese
Il dialetto sudtirolese (in tedesco: Südtirol[er]isch; nel dialetto locale: Südtiroulerisch o Sîdtiroul[er]isch) è un dialetto tedesco diffuso in Italia tra la popolazione germanofona dell'Alto Adige. Fa parte dei cosiddetti dialetti austro-bavaresi. 

## Caratteristiche
Il 60,15% degli abitanti della provincia di Bolzano è di madrelingua tedesca. Nella vita privata e anche in quella pubblica predomina il dialetto sudtirolese, mentre il tedesco standard (Hochdeutsch o Schriftdeutsch) rimane l'idioma insegnato nelle scuole, usato nella comunicazione scritta, nella stampa, nella radio e in televisione e nelle occasioni ufficiali. Pertanto, esiste una situazione di diglossia.
Dal punto di vista linguistico, il dialetto sudtirolese è omogeneo a quello nordtirolese e viene classificato come bavarese meridionale. In questo senso, sarebbe più corretto parlare di un unico dialetto tirolese, al di qua e al di là del Brennero.
La parlata sudtirolese ha comunque tratti che la distinguono, in particolare per le influenze dall'italiano. Nel corso del tempo si è arricchita di parole italiane, spesso assenti nel tedesco standard e austriaco.

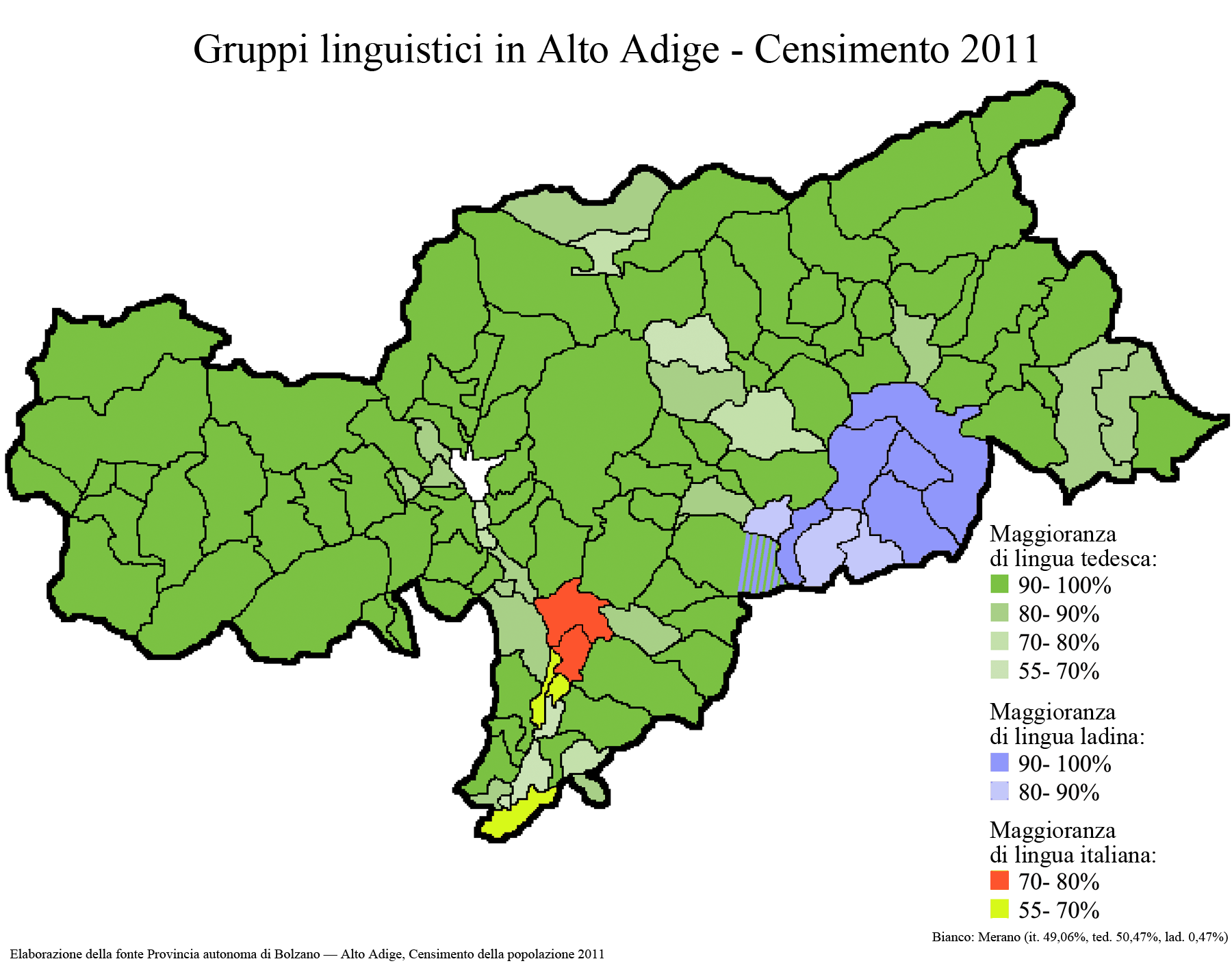
Colore verde: Maggioranza di lingua tedesca
Colore rosso: Maggioranza di lingua italiana
Colore blu: Maggioranza di lingua ladina

## Dialetto e bilinguismo
Il dialetto sudtirolese è molto diverso dal tedesco standard: per esempio "Wås isch'n des" ("Che cos'è") corrisponde a "Was ist denn das", "I woas es (n)ett" ("Non lo so") a "Ich weiß es nicht". Inoltre, esistono notevoli varietà linguistiche tra le diverse microregioni della provincia, tant'è che per esempio il dialetto pusterese si differenzia sensibilmente da quello usato in Val Venosta. In effetti le isoglosse delle parlate tirolesi seguono un andamento nord-sud, facendo assimilare il pusterese più al dialetto della valle dell'Inn, e il venostano al distretto di Landeck, che non fra di loro. Le parlate linguisticamente più conservative si riscontrano nelle valli laterali, come per esempio la Valle Aurina (dove si usa il verbo listen al posto di hören per dire "sentire", "ascoltare"), la Val d'Ultimo o la Val Sarentino, mentre nei centri urbanizzati la tendenza all'omologazione sulla scorta del tedesco standard è più forte. Il dialetto sudtirolese standard è considerato comunque quello parlato a Bolzano.
Ad ogni modo, i vari dialetti tirolesi, come la maggior parte dei dialetti austrobavaresi, sono tra loro mutualmente intelligibili e i loro parlanti riescono a comunicare anche parlando nel rispettivo dialetto.
L'uso prevalente del vernacolo fa sì che la popolazione di lingua italiana, che a scuola studia come seconda lingua solo il tedesco standard, incontri spesso notevoli difficoltà a comunicare con i conterranei di lingua tedesca, che nei rapporti sociali usano abitualmente più il dialetto che non il tedesco standard (percepito come lingua "colta" e distante dalla vita quotidiana); per i germanofoni non si verifica invece il fenomeno inverso, giacché gli altoatesini italofoni nella vita quotidiana usano, in congiunzione con i dialetti romanzi contigui, per lo più l'italiano standard, insegnato come seconda lingua anche nelle scuole di lingua tedesca. Tuttavia, anche fra le giovani generazioni italofone, è sempre più diffusa la conoscenza del vernacolo sudtirolese.

## Dialetto e letteratura
Diversi autori altoatesini di lingua tedesca, fra cui Norbert Conrad Kaser e Joseph Zoderer, hanno usato il dialetto sudtirolese al posto del tedesco standard in alcune loro opere. Si tratta generalmente di testi di lirica.

## Parole di origine italiana
| Sudtirolese                                               | Tedesco standard                                             | Italiano           |
| --------------------------------------------------------- | ------------------------------------------------------------ | ------------------ |
| magari                                                    | vielleicht                                                   | magari             |
| secko                                                     | echt?                                                        | vero?              |
| Fraktion (termine già austriaco)                          | Ortsteil, in Austria anche Katastralgemeinde                 | frazione comunale  |
| Kondominium                                               | Mehrfamilienhaus, Appartments                                | condominio         |
| Identitätskarte (termine già austriaco)                   | Personalausweis                                              | carta d'identità   |
| Aranciata                                                 | Orangeade                                                    | aranciata          |
| Spremuta                                                  | Frischgepresster Fruchtsaft                                  | spremuta           |
| Amaro                                                     | Bitter                                                       | amaro              |
| Kono                                                      | Eiswaffel                                                    | cono               |
| Melanzani (anche in Austria)                              | Aubergine (Germania, Svizzera)                               | melanzana          |
| Zukkini (anche in Germania e Austria)                     | Gartenkürbis, Zucchini                                       | zucchina           |
| Peperoni (anche in Svizzera)                              | Paprika, Pfefferoni                                          | peperone           |
| Kozze                                                     | Miesmuscheln                                                 | cozza              |
| Gamberetti                                                | Garnele                                                      | gamberetto         |
| Pasta (termine internazionale)                            | Nudeln                                                       | pasta              |
| Panino                                                    | belegtes Brötchen, in Austria belegte Semmel                 | panino             |
| Sugo                                                      | Tomatensauce, in Austria anche Sugo                          | sugo               |
| Koperto (si riferisce al coperto da pagare al ristorante) | Tischgedeck                                                  | coperto            |
| Targa                                                     | Nummernschild, Autokennzeichen, Nummerntafel (Austria)       | targa              |
| Furgone                                                   | Lieferwagen, Lastwagen                                       | furgone            |
| Kammion                                                   | Lastkraftwagen                                               | camion             |
| Motorino                                                  | Mofa, Moped                                                  | motorino / scooter |
| Kollaudo                                                  | Abnahme, in Austria Kollaudierung                            | collaudo           |
| Revision (anche in Svizzera)                              | TÜV, in Austria: Pickerl                                     | revisione          |
| Miscela                                                   | Benzingemisch                                                | miscela            |
| Multa                                                     | Geldstrafe, Strafe, Strafbescheid, Strafmandat (Austria)     | multa              |
| Verbale                                                   | Protokoll                                                    | verbale            |
| Patent                                                    | Führerschein                                                 | patente            |
| Fohliorosa                                                | provisorische Fahrerlaubnis, in Austria: rotes Nummerntaferl | foglio rosa        |
| Skwillo/Squillo                                           | Telefonanruf                                                 | squillo            |
| Linie                                                     | Telefonleitung                                               | linea telefonica   |
| Messatscho                                                | Kurzmitteilung, SMS                                          | messaggio          |
| Lunapark                                                  | Vergnügungspark, in Austria e Svizzera anche Lunapark        | luna park          |
| Hydrauliker                                               | Installateur, Klempner (Germania)                            | idraulico          |
| Skontrino                                                 | Kassenzettel/Quittung, in Austria Kassabeleg                 | scontrino          |
| Skonto                                                    | Rabatt, Aktion, in Austria Skonto                            | sconto             |
| Bustapaga                                                 | Lohntüte, in Austria Gehaltssackerl                          | busta paga         |
| Stammrolle                                                | Verbeamtung                                                  | posto di ruolo     |
| Kaparra                                                   | Anzahlung                                                    | caparra            |
| Tessera                                                   | Ausweis                                                      | tessera            |

L'uso delle parole italiane, o adattate dall'italiano, è ormai invalso nel linguaggio quotidiano, soprattutto nei centri urbani, dove la presenza di altoatesini di lingua italiana è più forte. Anche nel linguaggio amministrativo vengono usati spesso termini italiani, in luogo dei corrispettivi tedeschi.
Degna di nota, nella lingua parlata quotidianamente (quindi quella più viva), l'abitudine (mediamente diffusa) di colorire le frasi anche attraverso l'utilizzo di espressioni scurrili e imprecazioni italiane, tra cui anche bestemmie, le quali non troverebbero altrettanto fantasioso corrispettivo nel tedesco standard. Due esempi sono l'uso delle parole "drkazzt/inkazziert" ("incazzato"), entrate anche nell'uso del tedesco austriaco, e l'uso della parola "fregiert" (leggi: freghiert), evidentemente derivata dall'italiano "fregato". Inoltre è frequente l'uso dell'intercalare "dai" nelle frasi in dialetto sudtirolese.
Nel linguaggio giovanile sudtirolese, parole italiane vengono usate per provocare o per scherzare sulla propria scarsa conoscenza dell'italiano; un esempio è chiamare i propri amici con il termine "ragazzi": in tirolese si userebbe "Buabn", ovvero appunto ragazzi, oppure "Mandr" ovvero signori.
Tra il 2002 e il 2005 la casa editrice tedesca Egmont Ehapa Verlag ha pubblicato in dialetto sudtirolese tre volumi a fumetti della serie Asterix (Mundart - Asterix af Sidtiroulerisch), dal titolo Asterix ba d'r Naia (n. 48 del settembre 2002 - titolo italiano Asterix legionario), Asterix isch kesslun (n. 53 del settembre 2003 - titolo italiano Asterix e il paiolo) e Olls Lai Lolli (n. 60 dell'agosto 2005 - titolo italiano Asterix e la zizzania). Un ulteriore albo (Asterix e gli allori di Cesare) è stato tradotto nel 2014 col titolo Willsch wettn?.